# Salem Blel
Salem Blel – tunezyjski zapaśnik walczący w stylu klasycznym. Srebrny i brązowy medalista igrzysk afrykańskich w 1978. Triumfator mistrzostw Afryki w 1981. Brązowy medalista mistrzostw Arabskich w 1979 roku.